# دقمارة
الدُّقْمَارة جنس من نوعين من النباتات المزهرة في فصيلة الهدرانجية ، أحدهما دقمارة بربارة موطنه جنوب شرق الولايات المتحدة ، والآخر دقمارة الصين، موطنه وسط الصين .
وهيشجيرة متسلقة تعلو من 4 إلى 10 أمتار متسلقة الشجيرات والأشجار عن طريق الجذور اللاصقة الهوائية. الأوراق متغيرة قد تكون نفضية أو أبيدة تطول من 3 إلى 10 سم ، بيضوية وذات قمة حادة ، وحتار مسنن ناعم إلى حاد. الزهور تطول من 5 إلى 10 مم ، لونها أبيض إلى كريمي ، معطر ، ينتج في عثاكيل كثيفة تعرض من 3 إلى 8 سم. الثمرة علبة جافة تحتوي على عدة بذور .

## معرض الصور

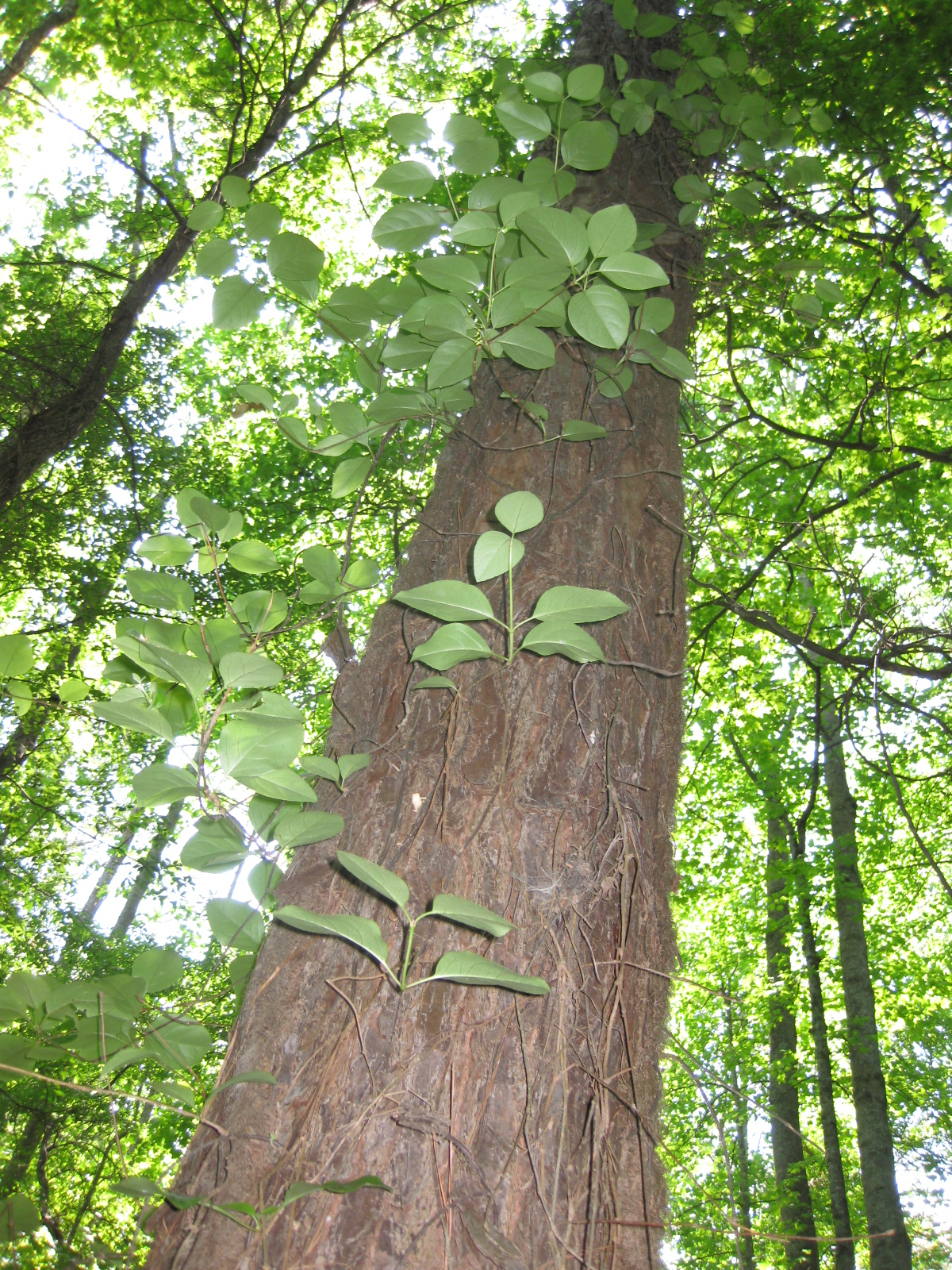
دقمارة بربارة
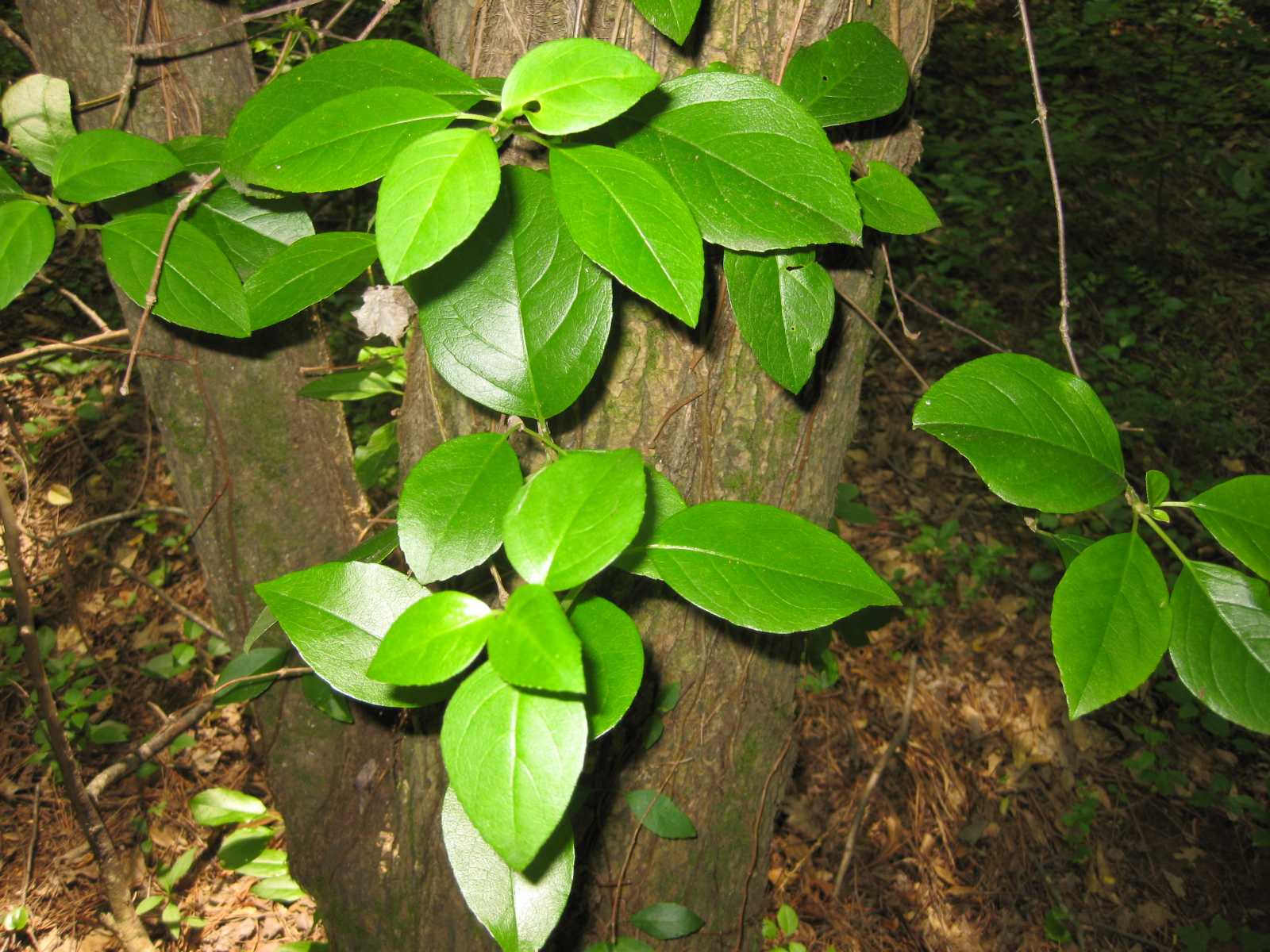
دقمارة بربارة